# マッツァリーノ
マッツァリーノ（イタリア語: Mazzarino）は、イタリア共和国シチリア州カルタニッセッタ県にある、人口約1万2000人の基礎自治体（コムーネ）。

## 地理

### 位置・広がり

#### 隣接コムーネ
隣接するコムーネは以下の通り。括弧内のAGはアグリジェント県、CTはカターニア県、ENはエンナ県所属を示す。
- バッラフランカ (EN)
- ブテーラ
- カルタジローネ (CT)
- カルタニッセッタ
- ジェーラ
- ニシェーミ
- ピアッツァ・アルメリーナ (EN)
- ピエトラペルツィーア (EN)
- ラヴァヌーザ (AG)
- リエージ
- サン・コーノ (CT)
- サン・ミケーレ・ディ・ガンツァリーア (CT)
- ソンマティーノ